# Mareau-aux-Prés
Mareau-aux-Prés é uma comuna francesa na região administrativa do Centro, no departamento Loiret. Estende-se por uma área de 13,32 km². Em 2010 a comuna tinha 1 453 habitantes (densidade: 109,1 hab./km²).